# سوئد در المپیک تابستانی ۱۹۶۰

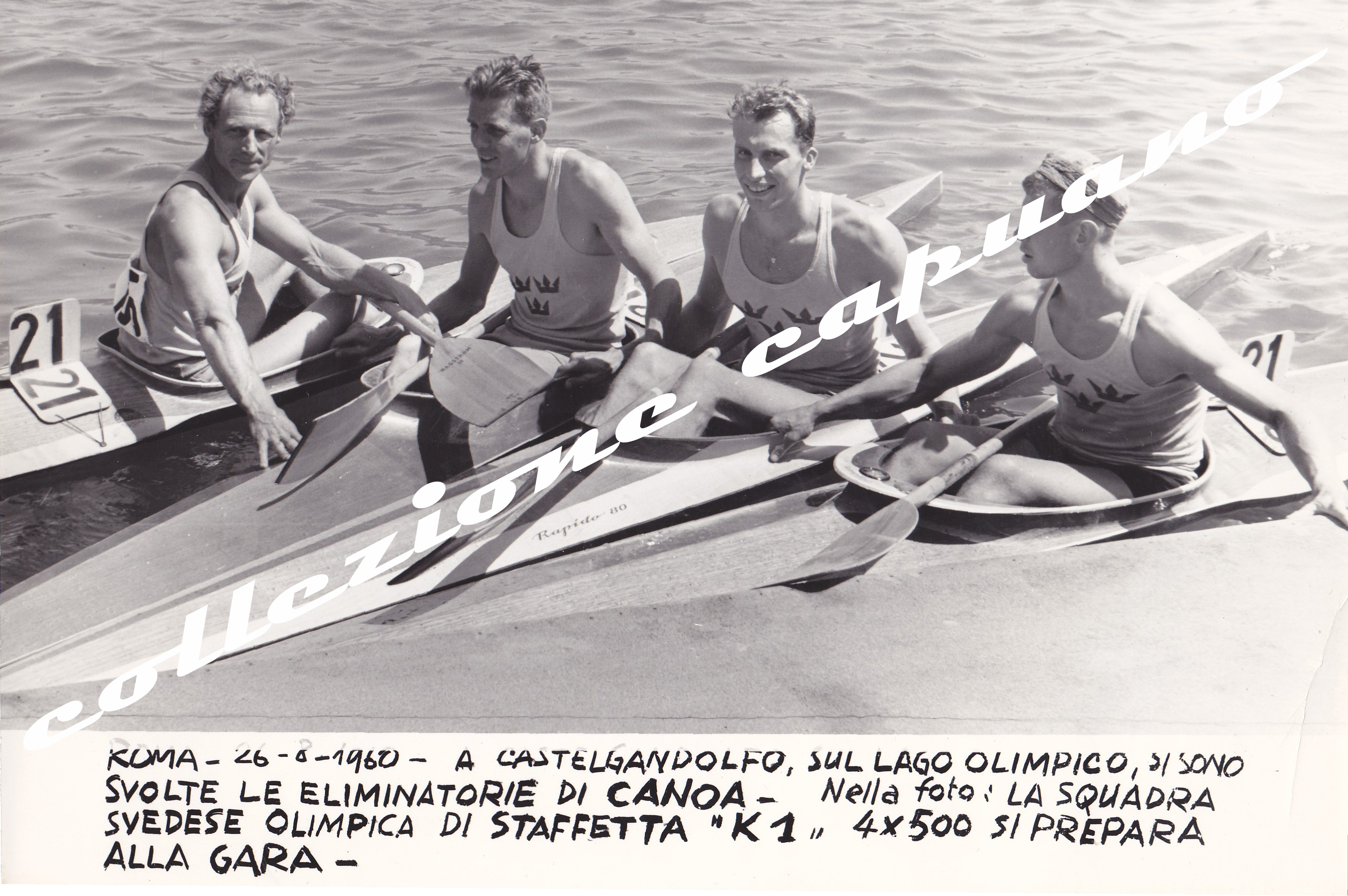
عکس از ورزشکاران قایق سواری المپیک ۱۹۶۰

سوئد در بازی‌های المپیک تابستانی ۱۹۶۰ که در شهر رم ایتالیا برگزار شد، کاروان سوئد با ۱۳۴ ورزشکار در این رقابت‌ها شرکت کرد و موفق به کسب ۶ مدال (۱ طلا، ۲ نقره، ۳ برنز) شد. در جدول رتبه‌بندی توزیع مدال‌ها، سوئد در ردهٔ ۱۶ مسابقات قرار گرفت.